# Ipomoea macedoi
Ipomoea macedoi är en vindeväxtart som beskrevs av Frederico Carlos Hoehne. Ipomoea macedoi ingår i släktet praktvindor, och familjen vindeväxter. Inga underarter finns listade i Catalogue of Life.